# Neolithocolletis pentadesma
Neolithocolletis pentadesma är en fjärilsart som först beskrevs av Edward Meyrick 1919.  Neolithocolletis pentadesma ingår i släktet Neolithocolletis och familjen styltmalar.
Artens utbredningsområde är:
- Filippinerna.
- Seychellerna.

Inga underarter finns listade i Catalogue of Life.